# Собачий остров (пьеса)
«Соба́чий о́стров» (англ. The Isle of Dogs) — несохранившаяся комедия, написанная английскими драматургами Томасом Нэшем и Беном Джонсоном.
Была поставлена в лондонском театре «Лебедь» труппой «Слуги лорда Пембрука» в последнюю неделю июля 1597 года.
Содержание комедии достоверно не известно, — но, судя по расположенности обоих писателей к сатире (Роберт Грин называл Нэша «молодым Ювеналом») и последовавшему за постановкой громкому скандалу, пьеса представляла собой острую сатиру на Англию. По некоторым предположениям, могла задеваться даже сама королева Елизавета.
После первого же спектакля комедия была запрещена как «непотребная», «содержащая мятежные и оскорбительные речи» (a lewd plaie… contaynynge very seditious and sclandrous matter). Её рукописи были конфискованы. Троих актёров — Джонсона, игравшего в своей пьесе, а также Габриэля Спенсера и Роберта Шоу — арестовали и поместили в тюрьму Маршалси; Нэш, предвидя подобный исход, заранее бежал из Лондона в Грейт-Ярмут. Владельца «Лебедя», импресарио Фрэнсиса Лэнгли, лишили лицензии, запретив впредь заниматься театральными постановками.
Все лондонские театры были закрыты. Власти сперва намеревались снести все театральные здания в городе, однако — по-видимому, благодаря вмешательству влиятельных покровителей театра, лорда-камергера и лорда-адмирала, — этого не произошло. Джонсона отпустили из тюрьмы 2 октября; примерно в то же время театры Лондона снова начали давать представления.